# Phare nord de Block Island
Le phare nord de Block Island (en anglais : Block Island North Light) est un phare construit en 1867 sur la côte nord de Block Island, à Rhode Island.
Ce phare avertit les navires de la présence d'un banc de sable dans la continuité de cette extrémité de l'île. Il est inscrit au Registre national des lieux historiques depuis 1974.
Le phare est immortalisé sur la pièce de monnaie de Rhode Island de la série de pièces américaines d'un quart de dollar America the Beautiful.

## Caractéristiques dufeu maritime
Fréquence :   5 secondes (W)
- Lumière : 0.5 seconde
- Obscurité : 4.5 secondes

Identifiant : ARLHS : USA-061 ; USCG : 1-19481 - Amirauté : J0642 .

### Lien connexe
- Liste des phares de Rhode Island
- Phare sud-est de Block Island